# Leptastacus mozambicus
Leptastacus mozambicus är en kräftdjursart som beskrevs av Wells 1967. Leptastacus mozambicus ingår i släktet Leptastacus och familjen Leptastacidae. Inga underarter finns listade i Catalogue of Life.